# Bataille de Killiecrankie
Guerre orangiste en Écosse
Batailles
- Loup Hill (en) (1689)
- Killiecrankie (1689)
- Dunkeld (1689)
- Cromdale (1690)
- Glencoe (1692)

La bataille de Killiecrankie est un épisode de la seconde révolution anglaise. Elle eut lieu le 27 juillet 1689 dans le défilé montagneux de Killiecrankie, et opposa les clans des Highlands soutenant le roi Jacques VII d'Écosse aux troupes gouvernementales partisanes de Guillaume d'Orange commandées par le major-général Hugh Mackay (en).
Elle se conclut par une victoire des jacobites. Mais ceux-ci ayant perdu leur chef, le vicomte Dundee, au cours des combats, ils furent défaits le mois suivant lors de la bataille de Dunkeld.